# Lobník
Der Lobník (deutsch Lobnig) ist ein rechter Nebenfluss der Moravice in Tschechien.

## Verlauf
Der Lobník entspringt einen knappen Kilometer südlich von Rejchartice am Nordhang des Rejchartický vrch (Reigersdorfer Berg, 692 m) in der zum Niederen Gesenke gehörigen Domašovská vrchovina (Domstadtler Bergland). Der Bach fließt zunächst in einer seichten Mulde nach Norden und wendet sich am Fuße des Žleb (661 m) gegen Nordost, wo er Dvorce durchfließt. Auf diesem Abschnitt folgte die Trasse der stillgelegten Schmalspurbahn Bärn-Andersdorf–Hof dem Lobník.
Unterhalb Dvorce fließt der Lobník ostwärts und bildet ein tief eingeschnittenes mäandrierendes Tal, über dem sich rechtsseitig die Reste der Burg Vildštejn befinden. Der Bach wird schließlich in der Talsperre Lobník, einer Vorsperre der Talsperre Kružberk, gestaut und mündet unterhalb davon in der Talsperre Kružberk in die Moravice.

## Zuflüsse
- Rubaniskový potok (l), am Pekelný vrch (Höllenberg, 631 m) oberhalb Dvorce
- Rejchartický potok (r), am Pekelný vrch oberhalb Dvorce
- Křišťanovický potok (l), in Dvorce
- Černý potok (l), unterhalb Dvorce